# آرثر كوستلر
آرثر كوستلر (بالألمانية: Arthur Koestler) روائي وصحافي وناقد إنكليزي هنغاري المولد حيث ولد في بودابست لأبوين يهوديين. يعد واحداً من أصحاب الأصوات والأفكار الأدبية والسياسية المهمة في القرن العشرين اشتهر بروايته «ظلام في الظهيرة» Darkness at Noon (1940) التـي تناول فيهـا تحول فكره الأيديولوجي عن الشيوعية وازدراءه الحكمَ الشمولي، ونشـر فـي عـام 1976 كتـاب «السـِبط الثالث عشر» The Thirteenth Tribe الذي دحض فيه أسطورة يهود إسرائيل.
درس كوستلر العلوم الطبيعية وعلم النفس في جامعة ڤيينا بين عامي 1922-1926، من دون الحصول على أي درجة علمية، بسبب انخراطه في الحركة الصهيونية وسافر إلى فلسطين. ثم عمل لمصلحة وزارة الإعلام البريطانية، ومراسلاً في فلسطين لصحف أوربية وأمريكية حتى عام 1948 حين حصل على الجنسية البريطانية، فغادر فلسطين متخلياً عن الحركة الصهيونية وسافر إلى أمريكا ومكث فيها سنوات عدة وأعلن في عام 1949 تخليه عن اليهودية.

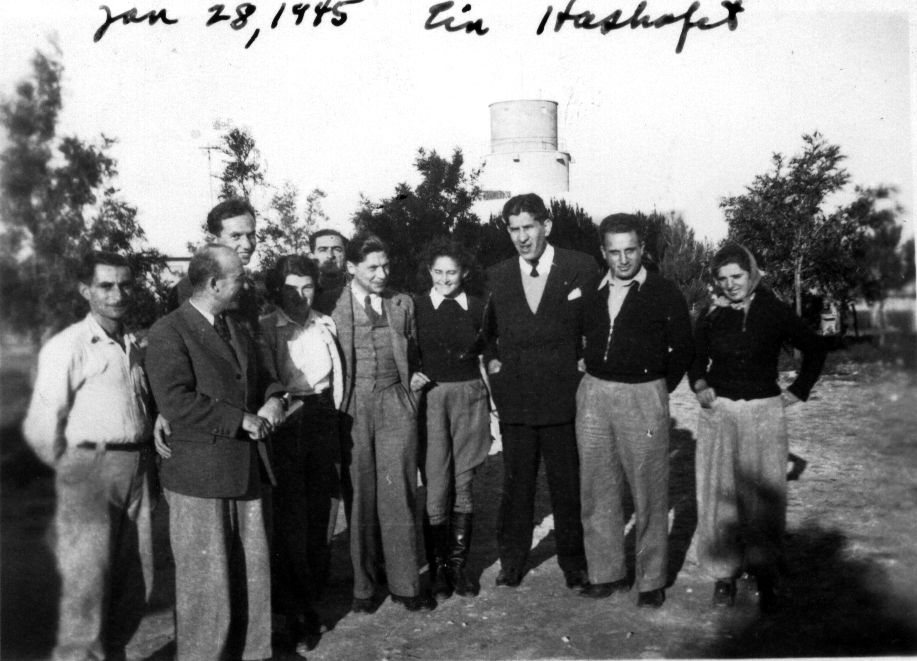
January 1945, Kibbutz Ein Hashofet, Koestler is 5th from the right

كانت «المصارعون» The Gladiators (1939) أولى روايات كوستلر وكتب فيها عن الثورة في روما القديمة ونضال سبارتاكوس Spartacus لتحرير العبيد. وتبع ذلك روايته الأكثر شهرة «ظلام في الظهيرة»، وهي دراسة عن النفعية السياسية والستالينية ونقد للدكتاتورية وبحث في الفساد في الاتحاد السوڤييتي، وفيها يُجبَر الحارس العجوز بولشيڤيك Bolshevik على الاعتراف بجرائم ضد الدولة لم يقترفها. اقتبست هذه الرواية للمسرح عام 1951 وحققت نجاحاً لافتاً وعُدّت أهم عمل سياسي في القرن العشرين. نشر كوستلر أيضاً رواية «وصول ومغادرة» Arrival and Departure (1943) إضافة إلى «لصوص في الليل» Thieves in the Night (1946).
كان الصراع بين الدين والأفكار السياسية موضوع سيرة كوستلر الذاتية «نفايات الأرض» (1941) The Scum of the Earth ومجموعة مقالاته «ممارس اليوغا والمفوض ومقالات أخرى» The Yogi and the Commissar and Other Essays (1945). وكتب في نقد الحزب الشيوعي «الرب الذي فشل: ست دراسات في الشيوعية» The God That Failed: Six Studies in Communism (1950). أما كتابه «السِبط الثالث عشر» فقد أثار جدلاً كبيراً عند نشره، إذ قدم فيه كوستلر دراسة موثقة ودقيقة عن أصل اليهود المهاجرين إلى فلسطين الذي يرجع -كما رأى- إلى مملكة الخزر التي ازدهرت بين القرنين السابع والحادي عشر الميلاديين في منطقة بحر قزوين، وليس إلى أصول سامية شرق أوسطية. ويرى كوستلر أن أسباب اعتناق الخزر الديانة اليهودية يعود لأغراض سياسية تبدأ مع إعلانهم الاستقلال عن كل من الإسلام في دولته العباسية والمسيحية في الإمبراطورية البيزنطية وتكتلهم قوة ثالثة مستقلة. وقد اختفى هذا الكتاب من معظم المكتبات الأمريكية، وفي مكتبة الكونغرس لا توجد سوى نسخة واحدة منه اختفت هي الأخرى كما جاء في صحيفة «واشنطن ريبورت لشؤون الشرق الأوسط» The Washington Report For Middle East Affairs في عددها الصادر في حزيران/يونيو1991.
اهتم كوستلر بعلم النفس وخاصة بنظريات تداعي الأفكار والرؤيا والحدس والتبصر؛ فبحث في كتابه «تبصر ووجهة نظـر» Insight and Outlook (1949) في الأسس النفسـية للفـن والعلـم والأخـلاق، أمـا كتـابه «السائرون في نومهم» The Sleepwalkers (1959) فيعد بحثاً في تاريخ علم الأكوان، وفي «الشبح في الآلة» The Ghost in the Machine (1967) تابع هجومه على نظرية السلوكية العلمية التي بدأها برواية «عصر التَوق» The Age of Longing (1951). وله أيضاً «دراسات في علم النفس» Studies in Psychology (1965)، و«تحدي التغيير» The Challenge of Change (1973).
تتضمن أعمال كوستلر الأخرى «الكتابة اللامرئية» The Invisible Writing (1954) وكتباً علمية مثل «قضية الضفدع القابلة» The Case of the Midwife Toad (1971) وهو دراسة في نظرية التطور، وتضمن كتابه «أسس المصادفة» The Roots of Coincidence (1972) مناقشة في علم التخاطر. أما مقالته «الإله يانوس: ملخص» Janus: A Summing Up (1978) فكانت عن التطور الخلاق ونظرية العقل، إذ كان كوستلر يطمح من دراساته تلك إلى أن يصير كما قال: «داروين القرن العشرين».
يُشاع عن كوستلر أنه قضى منتحراً في لندن، لإيمانه بمبدأ القتل الرحيم بعد صراع مع مرض سرطان الدم، وأن زوجته أقدمت على الانتحار معه، وجاء هذا في خضم الجدل والضجة التي أثارها كتابه عن أصل اليهود، وظلت وفاته محاطة بالتناقضات والغموض

## روابط خارجية
- آرثر كوستلر على موقع IMDb (الإنجليزية)
- آرثر كوستلر على موقع الموسوعة البريطانية (الإنجليزية)
- آرثر كوستلر على موقع مونزينجر (الألمانية)
- آرثر كوستلر على موقع قاعدة بيانات برودواي على الإنترنت (الإنجليزية)
- آرثر كوستلر على موقع إن إن دي بي (الإنجليزية)